# サザンクロス・レビュー
『サザンクロス・レビュー』は宝塚歌劇団の舞台作品。花組公演。形式名は「ダンシング・ファンタジー」。24場。
作・演出は草野旦。東京公演では美高望は病気のため休演。併演作品は宝塚・東京公演が『失われた楽園』、全国ツアーが『春ふたたび』。

## 解説
地球の南半球の真上で瞬く星、サザンクロス（南十字星）。その響きは美しく、詩的な世界を夢見させる。神秘とロマンの香り溢れる南半球を舞台に、極彩色のカルナバルの中で繰り広げられるドラマティックなダンシング・ファンタジー。躍動するリズム、ほとばしる汗、留まるところを知らない花組のパワーが作裂した"レビューの宝塚"がその伝統を受け継ぎ、更に新しいレビューに挑戦した。
2001年の東京宝塚劇場と2002年の中日劇場で『サザンクロス・レビューII』、2002年の中国ツアー公演の演目の一つに『サザンクロス・レビュー・イン・チャイナ』、2003年の全国ツアーでは『サザンクロス・レビューIII』が上演された。

## 公演期間と公演場所
- 1997年2月14日 - 3月24日　宝塚大劇場[1]
- 1997年6月4日 - 6月30日　東京宝塚劇場[2]
- 1998年10月31日 - 11月18日　全国ツアー[6]

### 全国ツアーの日程
- 10月31日　鳥取県立県民文化会館[3]
- 11月2日・3日　市川市文化会館[3]
- 11月4日　グリーンホール相模大野[3]
- 11月6日　広島郵便貯金会館[3]
- 11月7日　はつかいち文化ホールさくらぴあ[3]
- 11月8日　徳山市文化会館[3]
- 11月10日　長崎ブリックホール[3]
- 11月12日　福岡市民会館[3]
- 11月13日　久留米市民会館[6]
- 11月14日・15日　九州厚生年金会館[4]
- 11月17日・18日　鹿児島県文化センター[4]

## スタッフ（宝塚・東京）
氏名の後ろに「宝塚」「東京」がなければ両劇場。
- 作曲・編曲：高橋城/鞍富真一/宮川彬良
- 編曲：宮原透
- 音楽指揮：小高根凡平（宝塚）、伊沢一郎（東京）
- 振付：羽山紀代美/尚すみれ/名倉加代子/上島雪夫/伊賀裕子
- 装置：大橋泰弘
- 衣装：任田幾英
- 照明：勝柴次朗
- 音響：加門清邦
- 小道具：万波一重
- 効果：木多美生
- 演出助手：木村信司（宝塚）、児玉明子（東京）
- 振付助手：若央りさ
- 装置補：新宮有紀/広森守
- 衣装：田口美香
- 舞台進行：恵見和弘
- 舞台監督：佐田民夫（東京）/伏見悦男（東京）/斉藤安彦（東京）/柴田尚（東京）/沖恵（東京）
- 演奏：宝塚管弦楽団（宝塚）、東宝オーケストラ（東京）
- 製作担当：吉良正明（東京）
- 制作：久保孝満

## 主な配役

### 宝塚・東京
※宝塚・東京公演共通。
- カリオカの男S、食虫花、エルドラードキング、フェスタの男S、ノニーノ、パレードの歌手男S - 真矢みき
- カリオカの男A、エルドラードシンガー1、フェスタの男A、ベルナルド、フラーマ男、パレードの男A - 愛華みれ
- カリオカの女S、パハロ、フェスタの女S、フェスタの女S、ファニーター、パレードの歌手女S - 千ほさち
- カリオカの男A、リオの男A、エルドラードシンガー2、マリポサ、リフ、フラーマの男、パレードの男A - 香寿たつき
- カリオカの男A、リオの男A、エルドラードシンガー3、フェスタの男A、チノ、フラーマ男、パレードの男A - 匠ひびき

※初風緑途中休演により、下記の通りの代役があった。
- カリオカの男A - 春野寿美礼
- カルナバルの女王 - 霧矢大夢

### 全国ツアー
- カリオカの男S、ジプシー、レゲエバンドS、フェスタの男S、ノニーノ、パレードの歌手男S - 愛華みれ[4]
- カリオカの女S、パハロ、フェスタの女S、パレードの女S - 渚あき[4]
- カリオカの男A、リオの男S、エルドラード・シンガー1、マリポサ・シンガー、ベルナルド、フラーマ男、パレードの男A - 匠ひびき[4]
- カリオカの男A、リオの男A、エルドラード・シンガー2、フェスタの男A、リフ、フラーマ男、パレードの男A - 春野寿美礼[4]
- カリオカの男A、リオの男A、エルドラード・シンガー3、フェスタの男A、チノ、フラーマ男、パレードの男A - 瀬奈じゅん[4]
- カリオカの女A、恋人、ファニータ、パレードの女A - 鈴懸三由岐[4]